# Décret du 15 juin 1791
Lors de la nuit du 4 août 1789, les privilèges ont été abolis, sous réserve toutefois de rachat.
Décret du 13 avril 1791
Abolition de droits seigneuriaux et définition de rachat des autres droits féodaux Décret du 18 juin 1792
Abolition des droits casuels sans titre primitif d'inféodation
Par le décret du 15 juin 1791(nommé aussi décret des 15-19 juin 1791 ou encore loi et instruction des 15-19 juin 1791,) l'Assemblée nationale a déterminé les conditions de rachats des droits féodaux considérés comme rachetables par le décret du 15 mars 1790. L'instruction porte sur les droits de champart, terrage, agrier, arrage, tierce, soété, complant, cens, rentes seigneuriales, lods et ventes, reliefs et autres droits seigneuriaux.

« Ni la nation française, ni ses représentants, n'ont eu la pensée d’enfreindre par là les droits sacrés et inviolables de la propriété. Aussi, en même temps qu'elle a reconnu avec le plus grand éclat qu'un homme n'avait jamais pu devenir propriétaire d’un autre homme, et qu'en conséquence, les droits que l'un s'était arrogé sur la personne de l’autre n'avaient jamais pu devenir une propriété pour le premier, l'Assemblée nationale a maintenu, de la manière la plus précise, tous les droits et devoirs utiles auxquels des concessions de fonds avaient donné l'être, et elle a seulement permis de les racheter. »

— Instruction votée par l'Assemblée Constituante le 15 juin 1791
Seuls pouvaient ainsi espérer se libérer les paysans les plus riches.

« Quant aux droits féodaux, il demandait que tous ces droits fussent rachetés par les vassaux, « s'ils le désirent », le remboursement devant être « au denier 30 », c'est-à-dire trente fois la redevance annuelle payée à cette époque ! C'était rendre le rachat illusoire, car, pour les rentes foncières, il était déjà très lourd au denier 25, et dans le commerce, une rente foncière s'estime généralement au denier 20 ou même 17. »

— Pierre Kropotkine, La Grande Révolution, XVII
Dans les faits, les impôts liés aux droits féodaux n'ont plus été versés à partir de 1789 et ce décret sera peu appliqué.
Dans le décret du 17 juillet 1793, l'Assemblée nationale va finalement déclarer l'abolition de tous les privilèges féodaux sans indemnité en contrepartie.

## Contexte

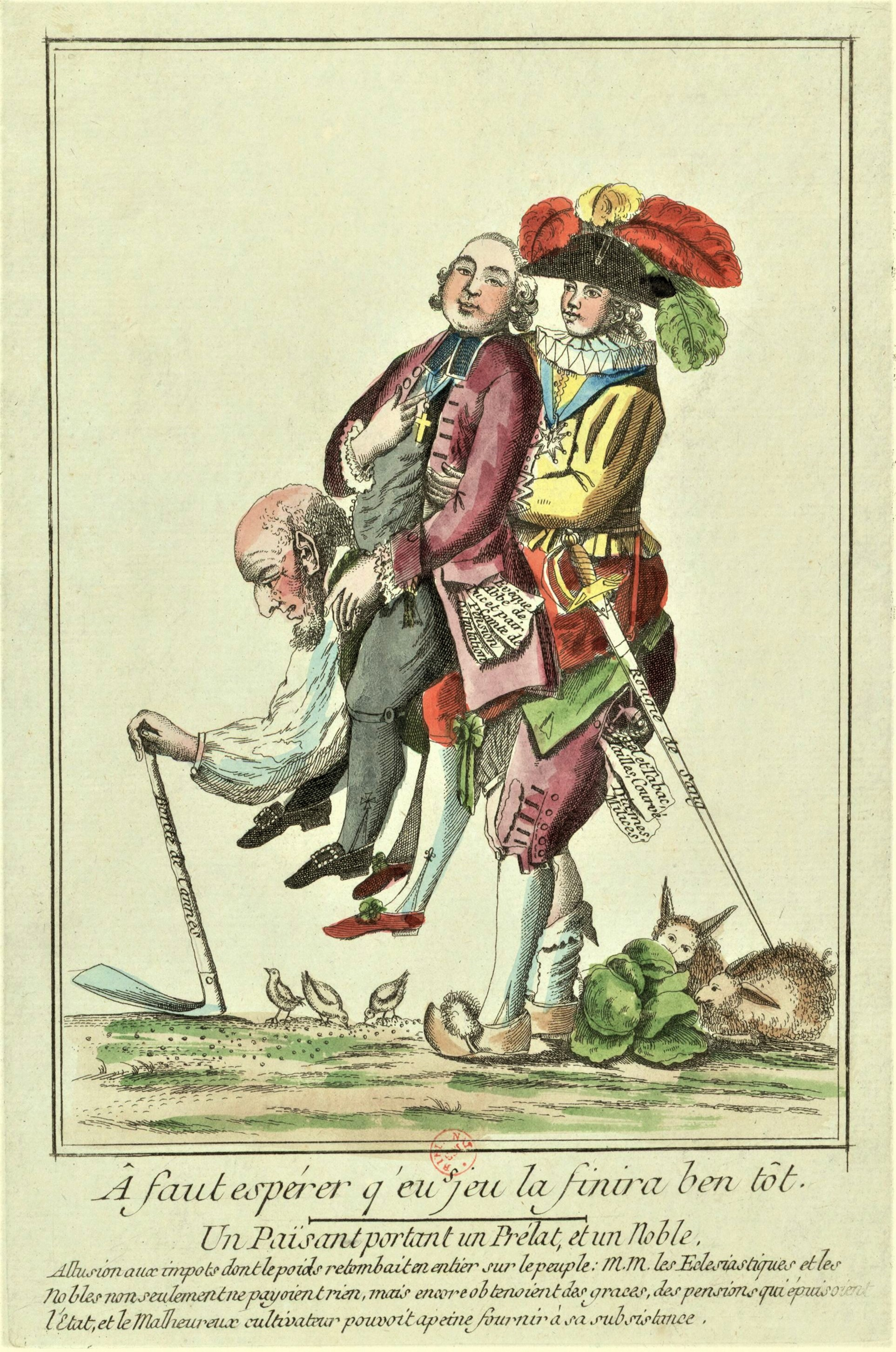
Eau-forte en couleur intitulée : « Â faut espérer q'eu s jeu la finira ben tôt »
Un païsan portant un Prélat et un Noble.
Allusion aux impôts dont le poids retombait en entier sur le peuple : M.M. les Eclésiastiques et les Nobles non seulement ne payoient rien, mais encore obtenoient des graces, des pensions qui épuisoient l'Etat et le Malheureux cultivateur pouvoit a peine fournir à sa subsistance.
Caricature anonyme, Paris, mai 1789

## Contenu
Merci de procéder au transfert en conservant l'historique. 

## Sources et références
1. 1 2  Imprimerie impériale, Lois, Et Actes Du Gouvernement, Volume 3, Paris, Imprimerie impériale, 1806
2. ↑  Imprimerie royale, Collection générale des lois, décrets, arrêtés, sénatus-consultes, Paris, Imprimerie royale, 1817
3. ↑  Université de Perpignan, Abolition du régime féodal, consulté le 16/11/2016
4. ↑  Gauthier Frère et Cie, Almanach du clergé de France, pour l'année 1836, publié sur les documens du ministère des cultes, Paris, Gauthier Frère et Cie, 1835s
5. ↑  Université Stanford, Archives numériques de la Révolution française  Archives Parlementaires  Tome 27 : Du 6 juin au 5 juillet 1791  Séance du mercredi 15 juin 1791, au matin  page 238, consulté le 16/11/2016